# Tödi
Der Tödi ist der höchste Gipfel der Glarner Alpen. Über den Gipfel verläuft die Grenze der Schweizer Kantone Glarus und Graubünden. Er ist stark vergletschert und nur schwer zugänglich. Der Tödi gliedert sich in die drei aus der Ferne nur undeutlich hervortretenden Gipfel Piz Russein (3612 m ü. M., Westgipfel), Glarner Tödi (3570 m ü. M., Ostgipfel) und Sandgipfel (3390 m ü. M., Nordgipfel).

## Geografie
Eingegrenzt wird der Tödi im Westen durch den Sandpass (2781 m ü. M.), im Süden durch das Val Russein, das zum Einzugsgebiet des Vorderrheins gehört, im Osten durch den Bifertenfirn sowie im Norden durch das Sandtal, das von einem Quellbach der Linth entwässert wird. Auf drei Seiten weist der Tödi sehr steile Flanken auf, besonders gegen das Val Russein hin. Unterhalb dieser Flanken befinden sich kleinere Firnfelder, darunter der Sandfirn, der Vordere Rötifirn und der Hintere Rötifirn. Nach Osten erstreckt sich der Bifertenfirn, ein 4 km langer Gletscher mit zahlreichen Spalten, der seinen Ursprung auf dem vergletscherten Gipfel des Piz Russein nimmt.
Der Tödi hat neben den drei Hauptgipfeln fünf Nebengipfel (nach Höhe geordnet): Piz Dado (3432 m ü. M.), Stoc Grond (3422 m ü. M.), Piz Mellen (3381 m ü. M.), Chli Tödi/Crap Glaruna (3076 m ü. M.) und Grünhorn (2952 m ü. M.). Der ebenfalls nach dem Tödi benannte Bündner Tödi/Tödi Grischun (3123 m ü. M.) ist hingegen ein Nebengipfel zum Bifertenstock.
Es wird angenommen, dass der Name vom schweizerdeutschen «d’Ödi» (die Öde – unbewohntes, einer Wüste gleichendes Gebiet) herstammt und im Laufe der Zeit zu Tödi wurde.

## Geologie
Geologisch gehört der Sockel des Tödi zum östlichsten Teil des Aarmassivs. Über diesem altkristallinen Grundgebirge liegt der Scheitel diskordant. Am Fuss des Scheitels befindet sich der Rötidolomit aus der Epoche der Trias, ein auffallendes, ungefähr 50 m mächtiges rotgelbes Band. Darüber folgt Kalkgestein aus der Jurazeit, insbesondere Schilt-, Quintner- und Korallenkalk.

## Zustieg

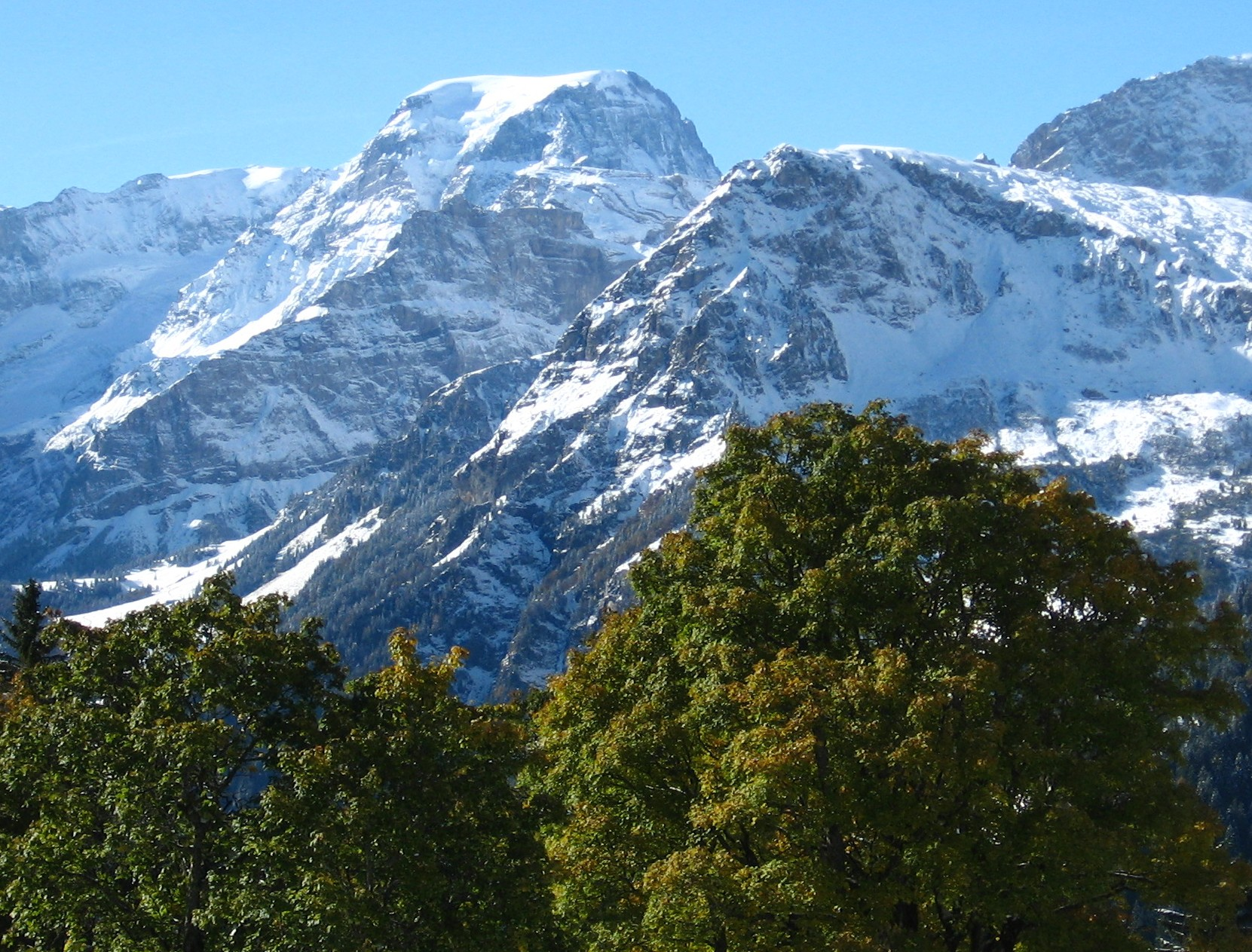
Tödi, Blick von Braunwald

Der Benediktiner-Pater Placidus a Spescha aus Disentis (1752–1833) unternahm um 1800 mehrere Versuche, den Tödi zu besteigen. Den letzten Versuch unternahm er am 1. September 1824 zusammen mit P. Curschellas und A. Bisquolm. Während der Pater es aus Altersgründen nicht zum Gipfel schaffte, führten letztere die Erstbesteigung erfolgreich zu Ende. Die Besteigung erfolgte von Graubünden her durch die Val Russein und vermutlich durch die Porta da Spescha.

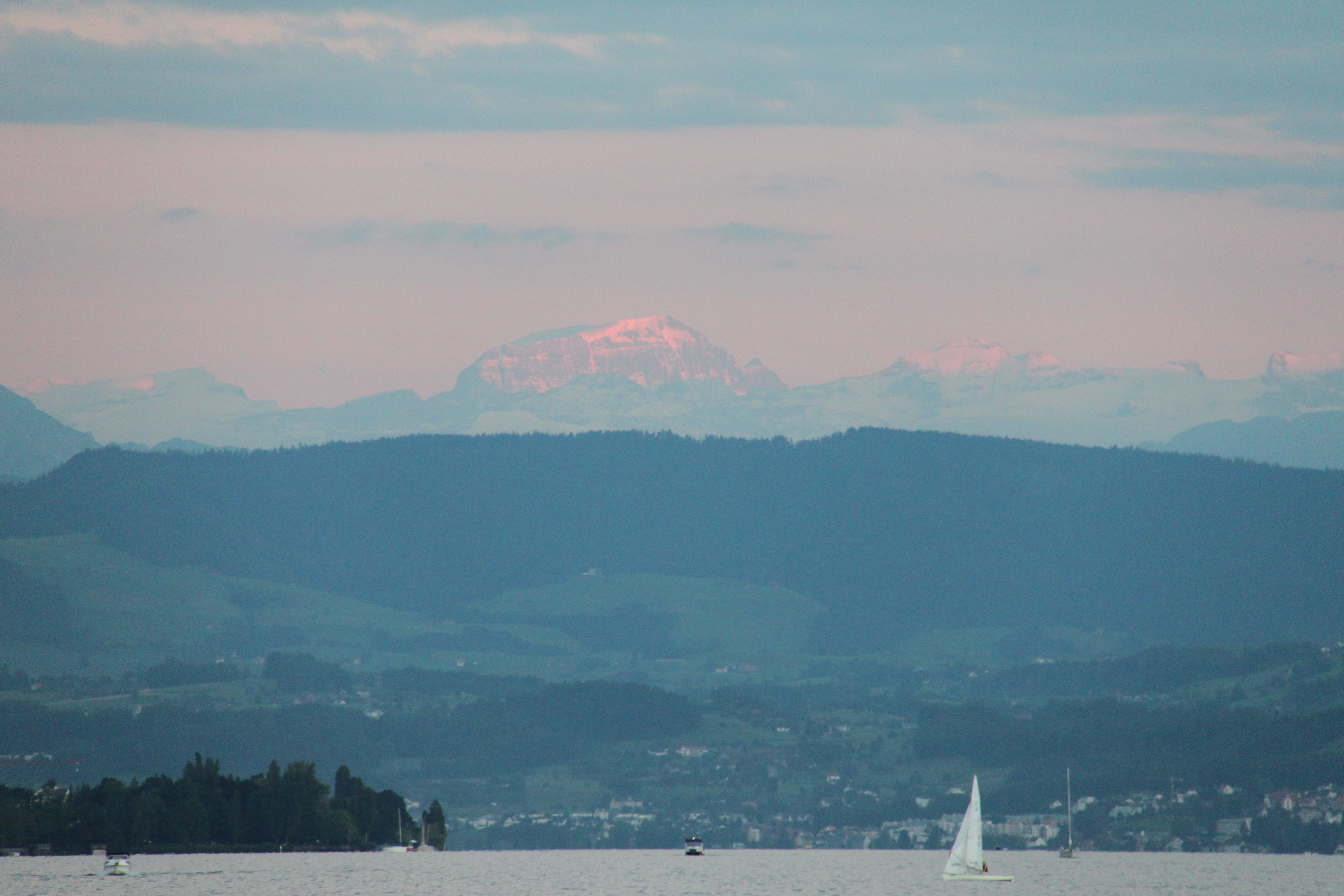
Tödi, Blick von Zürich (Entfernung knapp 70 km)

Tödi, Ballonaufnahme von Eduard Spelterini, zwischen 1893 und 1924

Die heutige Normalroute führt von der auf 2111 m ü. M. am Osthang nahe der Gletscherzunge des Bifertenfirns gelegenen Fridolinshütte (vom Schweizer Alpen-Club SAC betrieben) via die Grünhornhütte (als erste SAC-Hütte überhaupt nur noch als Museum erhalten) entlang dem Bifertenfirn über die Gelbe Wand, danach geht der restliche Weg über den Gletscher bis zum Gipfel des Piz Russein.
Von Süden her führt die heute übliche und einfachste Tödi-Besteigung über die Punteglias-Hütte und die Porta da Gliems auf den obersten Bifertenfirn.